# Feketemező
Feketemező (szlovákul: Čierne Pole) község Szlovákiában, a Kassai kerület Nagymihályi járásában.

## Fekvése
Nagykapostól 3 km-re, északra fekszik.

## Története
1422-ben említik először.
Fényes Elek 1851-ben kiadott geográfiai szótárában így ír a faluról: „Feketemező, tót falu, Ungh vmegyében, Palóczhoz 1 órányira: 255 romai kath., lak. F. u. gr. Barkóczy. Unghvárhoz 2 óra.”
1920-ig Ung vármegye Nagykaposi járásához tartozott.

## Népessége
| Év:            | 1994. | 2004.   | 2014.   | 2024.   |
| -------------- | ----- | ------- | ------- | ------- |
| Emberek száma: | 300   | 307     | 282     | 307     |
| Eltérés:       |       | +2,33 % | -8,14 % | +8,86 % |

| Év:            | 2023. | 2024.   |
| -------------- | ----- | ------- |
| Emberek száma: | 324   | 307     |
| Eltérés:       |       | -5,24 % |

1910-ben 261, túlnyomórészt szlovák anyanyelvű lakosa volt.
2001-ben 329 lakosából 310 szlovák volt.
2011-ben 306 lakosából 293 szlovák volt.

## Nevezetességei
- Római katolikus temploma 1945-ben épült.
- A közelben találhatói az ortói természetvédelmi terület.